# Johann Friedrich von Braun
Johann Friedrich Braun, seit 1770 von Braun, (* 10. Januar 1722 in Jena; † 1799 in Langensalza) war ein deutscher Soldat, Sachbuchautor und Rittergutsbesitzer.

## Leben
Er war der Sohn des Juristen Matthias Nicolaus Braun und der Enkel des evangelischen Pfarrers Johann Sebastian Braun aus Henschleben und Vehra. Der Familienlegende stammt er von der Adelsfamilie von Braun ab, die in Gispersleben bei Erfurt lebte und durch Verarmung in den Bauernstand herabgesunken war.  
Seine Mutter, Catharina Magdalena geborene Fronfeist, war eine Kaufmannstochter aus Langensalza. Diese Stadt sollte später der Lebensmittelpunkt von Johann Friedrich Braun werden.
Nach dem Schulbesuch in Eisleben ging Johann Friedrich Braun 1739 an die Universität Jena, wo er wie sein älterer Bruder Rechtswissenschaften, Philosophie und Mathematik studierte. Nach vier Jahren an der Universität reifte bei ihm der Gedanke, nicht eine Verwaltungslaufbahn einzuschlagen, sondern in den Militärdienst einzutreten, um fremde Länder kennenzulernen. So trat er 1746 in den Dienst des Kaisers und nahm an mehreren Feldzügen in Italien teil. Daraufhin trat er für mehrere Jahre in holländischen Militärdienst, wo er es bis zum Hauptmann brachte. Als er keine Beförderung mehr erhielt, kehrte er 1762 in das Kurfürstentum Sachsen zurück. Hier wurde er Direktor der Thüringischen Kreisdirektion und nahm in Langensalza seinen Wohnsitz. Aufgrund von Unregelmäßigkeiten bei Geldgeschäften kam es zu einem längeren Prozess, in dessen Verlauf er den Direktorenposten niederlegen musste.
Zum Gelderwerb begann er nun, in Langensalza Sachbücher, darunter vor allem geschichtliche Abhandlungen, zu verfassen und in einem ortsansässigen Verlag publizieren zu lassen. Ein Teil seiner Schriften blieb allerdings unvollendet, weil der Absatz sich teilweise in Grenzen hielt, obwohl er von mehreren Wissenschaftlern finanziell unterstützt worden ist. Sein bekanntestes Fortsetzungswerk trug den Titel:  Monatlicher Auszug aus der Geschichte der hohen Chur und Fürstlichen Häuser zu Sachsen Thüringisch-Meißnischen Stammes, denen die in der Vaterländischen Geschichte nicht recht bewandert sind, zu Gefallen entworfen.
In seinen letzten Lebensjahren sah er sich gezwungen, selbst seinen Anteil am ererbten väterlichen Rittergut Obertopfstedt zu Geld zu machen und zu verkaufen.

## Erhebung in den Adelsstand
Nachdem sein ältester Bruder Carl Adolph Braun 1764 durch Kaiser Franz I. in den Reichsfreiherrenstand erhoben worden war, führte auch er ab 1770 den Adelstitel von.